# IPhone OS 2
Az iPhone OS 2 vagy iOS 2 az Apple Inc. érintőképernyős mobilkészülékeinek operációs rendszere, amely 2008. november 7-én jelent meg az iPhone 3G telefonkészülékkel egy időben. 

## Története[1]
Egy évvel az első iPhone bemutatása után érkezett meg az iOS 2. Az Apple pont úgy adta ki a frissítést, hogy az egybeessen az iPhone 3GS megjelenésével.
Legnagyobb újítása az App Store megjelenése volt a rendszerben. Az App Store bejövetele lehetővé tette a natív, harmadik fél felől származó alkalmazások támogatását. Emellett több száz fejlesztés történt, ezek tartalmazták a podcastok támogatottságát, illetve a Térképek alkalmazásba hoztak néhány új funkciót.

## iPhone OS 2-t használó eszközök
| iPhone                                  | iPod touch                                                     |
| - iPhone (eredeti változat) - iPhone 3G | - iPod touch (első generáció) - iPod touch (második generáció) |

## iPhone OS 2 verziók
- 2.0 (2008. július 11.)
- 2.0.1 (2008. augusztus 4.)
- 2.0.2 (2008. augusztus 18.)
- 2.1 (2008. szeptember 9.)
- 2.2 (2008. november 21.)
- 2.2.1 (2009. január 27.)